# Sportpark Veerallee
Sportpark Veerallee was een sportpark van de Nederlandse voetbalclub ZAC. In 1996 ging de club over naar het nieuwe Jo van Marle Sportpark in Zwolle-Zuid. Het sportpark was ook enkele malen de thuisbasis van het Nederlands voetbalelftal. De wedstrijd tegen België werd gespeeld om de Rotterdams Nieuwsblad Beker.

## Interlands
| #  | Datum         | Wedstrijd             | Uitslag | Competitie        |
| -- | ------------- | --------------------- | ------- | ----------------- |
| 1. | 24 maart 1912 | Nederland – Duitsland | 5 - 5   | Vriendschappelijk |
| 2. | 20 april 1913 | Nederland – België    | 2 - 4   | Vriendschappelijk |

Bijgewerkt t/m 25 juli 2013